# Abolição do sultanato otomano

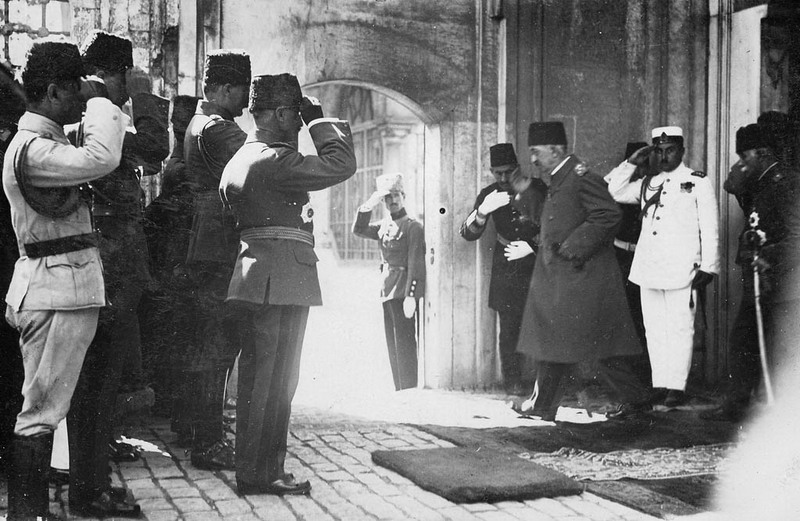
Mehmed VI partindo pela porta dos fundos do Palácio Dolmabahçe.

A abolição do sultanato otomano (em turco:  Saltanatın kaldırılması) pela Grande Assembleia Nacional da Turquia em 1 de novembro de 1922 pôs fim ao Império Otomano, que durou desde c. 1299. Em 11 de novembro de 1922, na Conferência de Lausana, foi reconhecida a soberania da Grande Assembleia Nacional exercida pelo Governo em Angorá (atual Ancara) sobre a Turquia. O último sultão, Mehmed VI, partiu da capital otomana, Constantinopla (atual Istambul), em 17 de novembro de 1922. A posição jurídica foi solidificada com a assinatura do Tratado de Lausanne em 24 de julho de 1923. Em março de 1924, o Califado foi abolido, marcando o fim da influência otomana.

## Antecedentes
A entrada otomana na Primeira Guerra Mundial com as Potências Centrais ocorreu em 11 de novembro de 1914. O teatro da Primeira Guerra Mundial no Oriente Médio terminou com a assinatura do Armistício de Mudros em 30 de outubro de 1918. A ocupação de Istambul pelas forças britânicas, francesas e italianas ocorreu em 13 de novembro de 1918.
A divisão do Império Otomano começou com o Tratado de Londres (1915)  e continuou com múltiplos acordos, principalmente unilaterais entre os Aliados. As tropas britânicas começaram a ocupar os principais edifícios do Império e a prender nacionalistas após o estabelecimento do regime militar na noite de 15 de março de 1920. Em 18 de março de 1920, o parlamento otomano reuniu-se e enviou um protesto aos Aliados, afirmando que era inaceitável prender cinco dos seus membros. Essa foi a última reunião do órgão e marcou o fim do sistema político otomano. O Sultão Mehmed VI dissolveu a Assembleia Geral do Império Otomano em 11 de abril de 1920. O governo de Istambul, com a burocracia, mas sem o parlamento, ficou activo tendo o Sultão como decisor. 
O Tratado de Sèvres de 10 de agosto de 1920 finalizou a divisão do Império. Na época, em ondas, aproximadamente 150 políticos foram exilados para Malta. O movimento nacional turco, liderado por Mustafa Kemal, estabeleceu a Grande Assembleia Nacional da Turquia em Ancara em 23 de abril de 1920.
A Grande Assembleia Nacional da Turquia travou a Guerra da Independência Turca. A guerra foi contra o governo monarquista de Istambul.  O sultão Mehmed VI era o califa. O governo de Istambul, sem parlamento, formou o Kuva-yi Inzibatiye, conhecido como o "Exército do Califado", para lutar contra o Kuva-yi Milliye da Grande Assembleia Nacional.
Os conflitos ocorreram em Bolu, Düzce, Hendek, Adapazarı, juntamente com outras revoltas durante a Guerra da Independência Turca. O exército do Califado simpatizava com o califado, daí o nome, e armado pelos britânicos. O objectivo estratégico do exército do Califado e dos britânicos era impedir que as Forças Nacionais avançassem em direcção ao estreito do Bósforo. O Exército do Califado foi derrotado pelo Kuva-yi Milliye. Embora o Kuva-yi Milliye tenha sido considerado o primeiro passo da resistência na libertação da Turquia, a guerra irregular foi abandonada posteriormente. Antes do início da guerra grega, Kuva-yi Milliye tornou-se a semente de um exército turco organizado, que então se tornou as Forças Armadas Turcas com a declaração de uma República.

## Fim do Império Otomano
A soberania do Império Otomano foi incorporada na dinastia de Osmã I, que foi seu fundador e homônimo. Sua família governou desde 1299 em uma linhagem ininterrupta ao longo da história do império. O sultão otomano manteve a autoridade suprema sobre a política do Império Otomano. O sultão era o único e absoluto regente, chefe de estado e chefe de governo do império. Os grão-vizires e o sistema político estabelecido pela Constituição Otomana funcionavam de acordo com a vontade do sultão.
Um convite dos Aliados foi feito aos governos de Constantinopla e Ancara para comparecerem à Conferência de Lausanne. Mustafa Kemal estava determinado a que apenas o governo de Ancara estaria representado na conferência.  Em 1 de novembro de 1922, a Grande Assembleia Nacional declarou que o governo do Sultanato de Constantinopla não era mais o representante legal. A Grande Assembleia Nacional também decidiu que Constantinopla não era a capital da nação desde a sua ocupação pelos Aliados.  Além disso, declararam que o Sultanato seria abolido.  A abolição do sultanato acabou com o Império Otomano. Depois de ouvir a resolução, Mehmed VI procurou refúgio a bordo do navio de guerra britânico Malaya em 17 de novembro.  Os restantes ministros do seu governo aceitaram a nova realidade política. Não existe nenhum documento oficial que declare o estado capitulado pelo governo otomano ou pelo sultão; o sistema resolveu sozinho. A Conferência de Lausanne, em 11 de novembro de 1922, reconheceu a soberania da Grande Assembleia Nacional da Turquia, substituindo o Império Otomano. O último sultão, Mehmed VI, partiu de Constantinopla em 17 de novembro de 1922.
Uma lista de 600 nomes foi apresentada à Conferência de Lausanne, e deveriam ser declarados personae non gratae. A lista tinha como objetivo eliminar a elite dominante dos otomanos. As negociações em Lausanne limitaram o número a 150, e o tratado foi assinado em 24 de julho de 1923.
A dinastia otomana encarnou o Califado Otomano desde o século XVI, começando com o reinado de Selim I. O chefe da família otomana manteve o título de califa, poder sobre todos os muçulmanos, já que o primo de Mehmed, Abdul Mejide II, assumiu o título. A dinastia otomana foi deixada como sucessora político-religiosa de Maomé e líder de toda a comunidade muçulmana sem fronteiras num pós-Império Otomano. O título de Abdülmecid II foi desafiado em 1916 pelo líder da revolta árabe, o rei Hussein bin Ali do Hejaz, que denunciou Mehmet V, mas seu reino foi derrotado e anexado por Ibn Saud em 1925.
Os súditos gregos, búlgaros e sérvios deixaram o império durante o declínio e a modernização do Império Otomano (1828–1908), enquanto os súditos albaneses e arménios (movimento nacional arménio e Primeira República da Arménia) partiram ou foram mortos durante a derrota e dissolução do Império Otomano (1908–1922). Em 1922, a maioria dos habitantes restantes da Turquia eram muçulmanos de etnia turca ou curda. A Grande Assembleia Nacional da Turquia declarou-se República da Turquia em 29 de outubro de 1923.
Houve membros da dinastia otomana que estiveram na Turquia após a declaração da república. Uma lista de exilados também foi criada e posta em vigor pela República da Turquia [a] em 23 de abril de 1924 (revisada em 1 de junho de 1924), que incluía os nomes de 120 adeptos da deposta dinastia otomana. 